# Vices & Virtues
Vices & Virtues – trzeci, po Pretty. Odd., album studyjny Panic! at the Disco wydany  nakładem Fueled by Ramen w marcu 2011 roku.
Jest to pierwsza płyta zespołu wydana bez basisty Jona Walkera oraz autora tekstów i gitarzysty Ryana Rossa, którzy odeszli z kapeli w 2010 roku.

## Lista utworów
1. "The Ballad of Mona Lisa" - 3:49
2. "Let's Kill Tonight" - 3:34
3. "Hurricane" - 4:25
4. "Memories" - 3:26
5. "Trade Mistakes" - 3:36
6. "Ready to Go (Get Me Out Of My Mind)" - 3:37
7. "Always" - 2:34
8. "The Calendar" - 4:43
9. "Sarah Smiles" - 3:33
10. "Nearly Witches (Ever Since We Met...)" - 4:16

Bonusowe utwory
1. "Stall Me" - 3:10 ( Deluxe iTunes Version bonus)
2. "Oh Glory" - 3:06 (Deluxe iTunes Version bonus)
3. "The Ballad of Mona Lisa"" (music video) - 3:34 (Deluxe iTunes Version Bonus)
4. "Bittersweet" - 3:34 (iTunes Deluxe pre-order edition)
5. "Kaleidoscope Eyes" - 3:20 (Shockhound bonus track)